# Марковская (Московская область)
Марковская — деревня в Шатурском муниципальном районе Московской области. Входит в состав Дмитровского сельского поселения. Население — 46 чел. (2013).

## Расположение
Деревня Марковская расположена в южной части Шатурского района, расстояние до МКАД порядка 152 км. Высота над уровнем моря 130 м.

## Название
В письменных источниках деревня упоминается как Марковская.
Название, вероятно, произошло от личного имени Марк или фамилии Марков.

## История
Впервые упоминается в писцовых книгах Владимирского уезда XVII века как деревня Марковская Бабинской кромины волости Муромское сельцо Владимирского уезда Замосковного края Московского царства. Деревня принадлежала князю Ивану Кропоткину.
По X ревизии 1858 года деревня принадлежала Аграфене Михайловне Лялиной, князьям Петру и Дмитрию Николаевичам Кропоткиным, Елене Андреевне Афанасьевой, Марье Ефремовне Конивальской и Труфановским Николаю, Вере, Екатерине.
Последними владельцами деревни перед отменой крепостного права были князь Кропоткин, помещики Афонасьев, Палицин, Протопопов, Протасьев и помещица Лялина.
После отмены крепостного права деревня вошла в состав Коробовской волости.
В советское время деревня входила в Дмитровский сельсовет.

## Население
| 1858 | 1859 | 1868 | 1885 | 1905 | 1926 |
| ---- | ---- | ---- | ---- | ---- | ---- |
| 156  | ↘119 | ↗121 | ↗215 | ↗280 | ↘264 |
| 1970 | 1993 | 2002 | 2006 | 2010 | 2011 |
| ↘121 | ↘39  | →39  | →39  | ↘37  | ↗52  |
| 2013 |      |      |      |      |      |
| ↘46  |      |      |      |      |      |